# Гаген Фердинанд Августович
Фердинанд Августович фон Гаге́н (нар. 5 грудня 1849, Кейла — пом. після 1899 року) — російсько-естонський архітектор німецького походження XIX століття.

## Біографія
Народився 5 грудня 1849 року у місті Кейлі Естляндської губернії Російської імперії (тепер Естонія) в сім'ї прибалтійських німців. Навчався у Ревельській гімназії; протягом 1865—1876 років (з двома перервами) — у Петербурзькому інституті цивільних інженерів по спеціальності «цивільний інженер». Здобувши освіту отримав звання архітекторського помічника з чином X класу.
З червня 1876 року працював на Ростово-Владикавказькій залізниці, де завідував технічною конторою служби колії і займався архітектурною діяльністю. Першими його будівлями стали дерев'яні і кам'яні церкви в козачих станицях. З 1882 року працював у Новочеркаську старшим інженером правління Області Війська Донського.
З 1886 року — міський архітектор Катеринослава. Помер після 1899 року.

## Роботи
Брав участь у забудові Новочеркаська:
- керував зведенням духовної семінарії на Платовському проспекті (за проєктомом Олександра Ященка, тепер одна із будівель інституту зв'язку)[2];
- побудував тимчасовий дерев'яний цирк на 1200 осіб (не зберігся);
- звів кілька будинків за приватними замовленнями.

1884 року отримав першу премію на конкурсі проєктів будівлі Донського військового музею.
За його проєктами протягом 1886—1892 років у Катеринославі збудовані: 

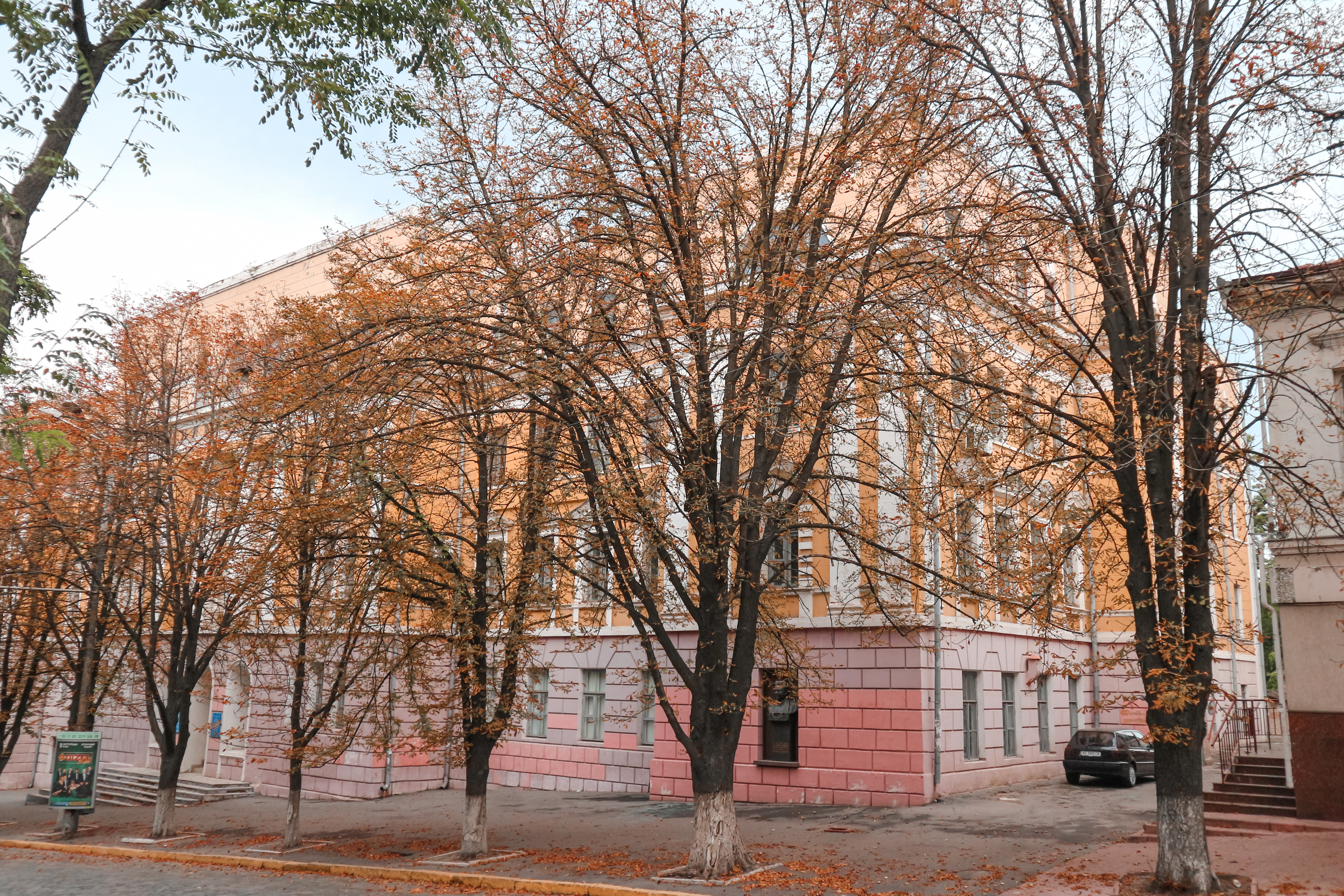
Міське реальне училище в Дніпрі.

- казарми 54-го резервного піхотного батальйону;
- три 2-поверхові сараї, вартівня і патронний склад для 128-го піхотного полку;
- міське реальне училище на Катерининському проспекті № 36,
- житловий будинок М. Немировського (1887, за переробленим проєктом І. Клименка);
- житловий будинок Павлова (фасади спроєктовані Ієронімом Кітнером);
- житловий будинок Ріхтера;
- будинок товариства «Друкарня С. П. Яковлєва»;
- 3-поверховий житловий будинок пані Еліасберг (1892);
- будівлі 2-го пожежного двору (1892);
- будівлі 4-ї поліцейської частини (1892).

Реставрував будівлю дворянського зібрання (колишній палац Потьомкіна).
За межами міста збудовані:
- садиба Міклашевського у Катеринославському повіті;,
- садиба Канкріна у Олександрівському повіті;
- механічний винокурний завод в маєтку Покровського у Таврійській губернії;
- будівлі для великого князя Михайла Миколайовича.

Взяв участь у спорудженні Південноросійського металургійного заводу в селі Кам'янському. За проєктом Ієроніма Кітнера збудував каплицю на станції Лозова у пам'ять про подію 29 жовтня 1888 року.